# لیندسی باکینگهام
 لیندسی باکینگهام (انگلیسی: Lindsey Buckingham؛ زادهٔ ۳ اکتبر ۱۹۴۹) یک موسیقی‌دان اهل ایالات متحده آمریکا است. وی از سال ۱۹۶۸ میلادی تاکنون مشغول فعالیت بوده‌است. وی از اعضای فلیتوود مک است.